# بيشة (زلاغي الشرقي)
بیشة (بالفارسية: بیشه) هي قرية تقع في إيران في قسم زلاغي الشرقي الریفي. يقدر عدد سكانها بـ 36 نسمة بحسب إحصاء 2016.